# Couvent de Leibnitz
 (février 2012).
Si vous disposez d'ouvrages ou d'articles de référence ou si vous connaissez des sites web de qualité traitant du thème abordé ici, merci de compléter l'article en donnant les références utiles à sa vérifiabilité et en les liant à la section « Notes et références ».
Le couvent de Leibnitz (Kloster Leinitz) est le couvent capucin le plus ancien en activité de Styrie (Autriche). Il se trouve à Leibnitz

## Historique
Le couvent a été fondé par Otto Gottfried, comte de Kollonitsch, conseiller secret de l'empereur Ferdinand II. Le prince-évêque de Seckau, Johann Markus von Altringen, bénit la première pierre en 1639. L'église conventuelle, consacrée à la Sainte-Croix et à saint André, est consacrée en 1643.
Le couvent est agrandi et modernisé en 1856. Les frères mineurs capucins sont chassés de leur couvent par les autorités nationales-socialistes en 1940. Il y retournent à la fin de 1945. Une partie du couvent sert alors comme maison d'exercices spirituels et jusqu'en 2001 de Studium (maison d'étude) pour les étudiants en théologie polonais.

## Source
- (de) Cet article est partiellement ou en totalité issu de l’article de Wikipédia en allemand intitulé « Kloster Leibnitz » (voir la liste des auteurs).